# Bent Sørensen (fodboldspiller)
 Der er flere personer med dette navn, se Bent Sørensen.
Bent Nørgaard Sørensen (født 23. juni 1926 i Faaborg, død 25. juni 2011) var en dansk  landsholdspiller i fodbold.

## Karriere
Store Bent spillede størstedelen af sin karriere i Vejle Boldklub, hvor han scorede imponerende 158 mål i 200 kampe. 
I september 1953 blev Bent Sørensen VB's første  A-landsholdsspiller. Han debuterede mod Norge og scorede kampens enlige mål.
I 1956 skrev Bent Sørensen sig endnu engang ind i VB's historiebøger, da han scorede det sejrsmål, der sendte Vejle Boldklub op i Danmarks fornemste fodboldrække, 1. division.
Med sine 158 scoringer var Store Bent Vejle Boldklubs mest scorende spiller gennem tiderne.